# Гольджи (лунный кратер)
Кратер Гольджи  (лат. Golgi) — маленький ударный кратер в северо-восточной части Океана Бурь на видимой стороне Луны. Название присвоено в честь итальянского врача и учёного Камилло Гольджи (1843—1926) и утверждено Международным астрономическим союзом в 1976 г. 

## Описание кратера

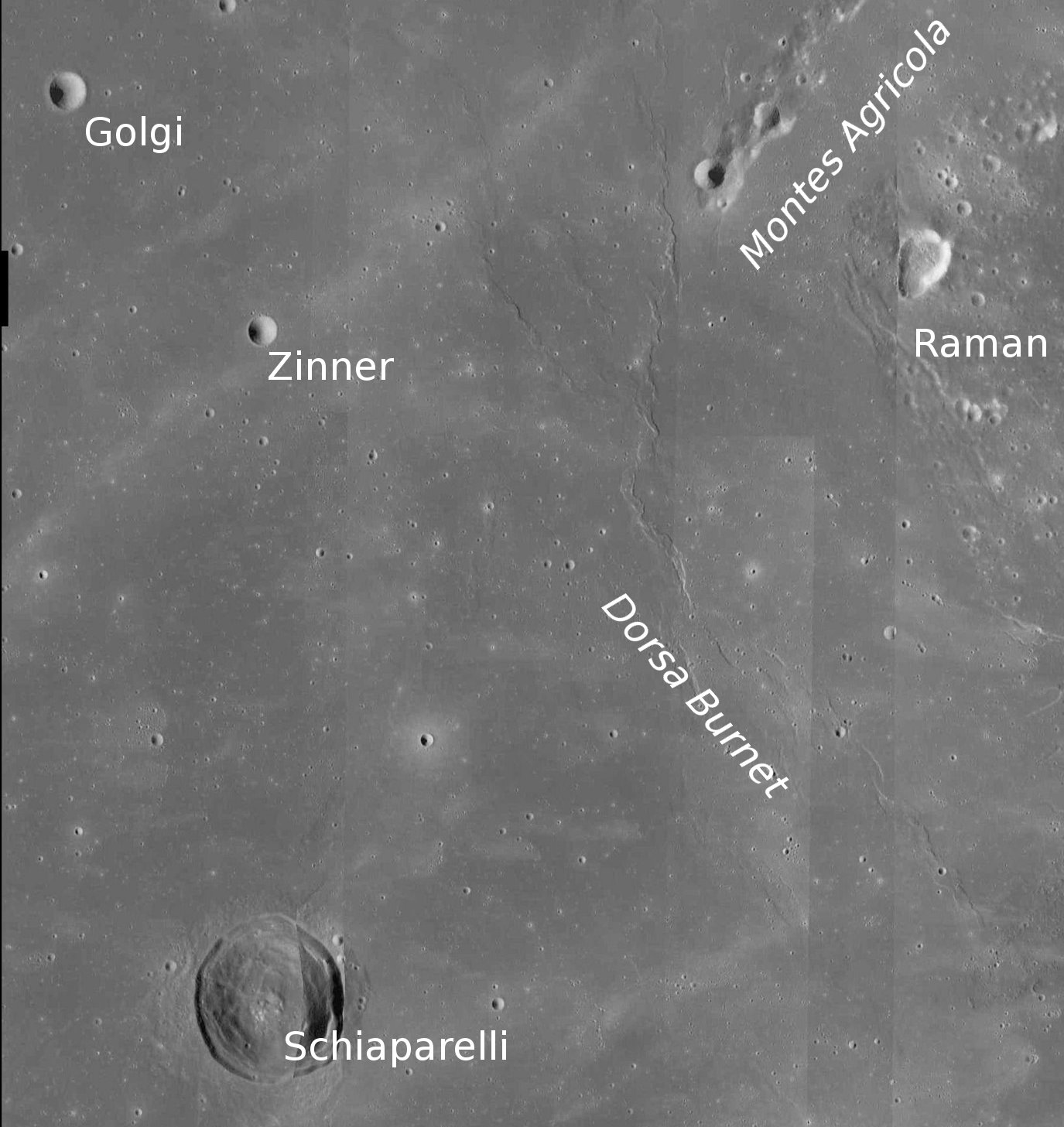
Окрестности кратера Гольджи. Снимок Lunar Reconnaissance Orbiter.

Ближайшими соседями кратера являются кратер Бригс на западе, кратер Лихтенберг на северо-западе, кратер Хьюмасон на северо-востоке, кратер Раман на востоке-юго-востоке, кратер Циннер на юго-востоке, кратер Скиапарелли на юге-юго-востоке, а также кратер Селевк на юго-западе. На севере от кратера находится гряда Сциллы; на востоке располагаются горы Агрикола; на юго-востоке гряды Барнета. Селенографические координаты центра кратера 27°47′ с. ш. 59°58′ з. д. / 27,78° с. ш. 59,96° з. д., диаметр 5,6 км, глубина 1,0 км.
Кратер имеет циркулярную чашеобразную форму. Средняя высота вала кратера над окружающей местностью 180 м, объем кратера составляет приблизительно 5 км³. Альбедо кратера выше чем у окружающей породы Океана Бурь, что характерно для молодых кратеров. По морфологическим признакам кратер относится к типу ALC (по наименованию типичного представителя этого типа — кратера Аль-Баттани C).
До получения собственного наименования в 1976 г. кратер имел обозначение Скиапарелли D (в системе обозначений так называемых сателлитных кратеров, расположенных в окрестностях кратера, имеющего собственное наименование).

## Сателлитные кратеры
Отсутствуют.